# Emmanuel Vincent
Jean Emmanuel Rudy Vincent (ur. 27 sierpnia 1997 w Port Louis) – maurytyjski piłkarz grający na pozycji środkowego obrońcy. Od 2022 jest piłkarzem klubu AS Marsouins.

## Kariera klubowa
Swoją karierę piłkarską Vincent rozpoczął w klubie AS Port-Louis 2000. W sezonie 2014/2015 zadebiutował w jego barwach w pierwszej lidze maurytyjskiej. Grał w nim do 2021 roku i wywalczył z nim mistrzostwo kraju w sezonie 2015/2016 oraz dwa wicemistrzostwa w sezonach 2014/2015 i 2020/2021. W sezonie 2021/2022 był zawodnikiem Pamplemousses SC. W 2022 przeszedł do reuniońskiego AS Marsouins.

## Kariera reprezentacyjna
W reprezentacji Mauritiusa Vincent zadebiutował 17 maja 2015 roku w przegranym 0:2 meczu COSAFA Cup 2015 z Zimbabwe.